# Aspen (przystanek kolejowy)
Aspen (szwedzki: Aspens station) – przystanek kolejowy w Gminie Lerum, w regionie Västra Götaland, w Szwecji. Przystanek położony jest na Västra stambanan, na południe od jeziora Aspen i od niego bierze nazwę. Jest obsługiwany przez pociągi Göteborgs pendeltåg.

## Linie kolejowe
- Västra stambanan